# Philibertia bicornuta
Philibertia bicornuta là một loài thực vật có hoa trong họ La bố ma. Loài này được (Griseb.) Goyder mô tả khoa học đầu tiên năm 2004.